# Echinocactus platyacanthus
Echinocactus platyacanthus, Vrsta kaktusa iz središnjeg Meksika klasificiranog tribusu Cacteae. Može narasti do 2.5 metra visine i 1.5 metara u širinu. Cvjetovi su žute boje.
Koristi ga se u izradi tradsicionalnih slastica poznatih pod imenom "dulce de biznaga" ili "acitrón", što glavna je prijetnja opstanku ove vrste.

## Sinonimi
- Echinocactus arachnoideus Scheidw.
- Echinocactus aulacogonus Lem.
- Echinocactus aulacogonus var. diacopaulax Lem.
- Echinocactus ghiesbreghtianus Lem.
- Echinocactus grandis Rose
- Echinocactus grandis subsp. polycormus Ríha & Tabasco
- Echinocactus helophorus Lem.
- Echinocactus helophorus var. laevior Lem.
- Echinocactus helophorus var. longifossulatus Lem.
- Echinocactus ingens Zucc. ex Pfeiff.
- Echinocactus ingens var. helophorus (Lem.) K.Schum.
- Echinocactus ingens var. saltillensis (Poselg.) K.Schum.
- Echinocactus ingens var. subinermis K.Schum.
- Echinocactus ingens var. viznaga (Hook.) K.Schum.
- Echinocactus ingens f. viznaga (Hook.) Voss
- Echinocactus irroratus Scheidw.
- Echinocactus karwinskii Zucc. ex Pfeiff.
- Echinocactus macracanthus de Vriese
- Echinocactus minax Lem.
- Echinocactus minax var. laevior Lem.
- Echinocactus oligacanthus Mart. ex Pfeiff.
- Echinocactus palmeri Rose
- Echinocactus platyacanthus var. palmeri (Rose) H.P.Kelsey & Dayton
- Echinocactus platyceras Lem.
- Echinocactus saltillensis Poselg.
- Echinocactus tuberculatus Link & Otto
- Echinocactus tuberculatus var. spiralis DC.
- Echinofossulocactus helophorus (Lem.) Lawr.
- Echinofossulocactus karwinskianus Lawr.
- Echinofossulocactus platyceras (Lem.) Lawr.
- Melocactus ingens Karw. ex Pfeiff.
- Melocactus platyacanthus Link & Otto
- Melocactus tuberculatus Link & Otto

## Vanjske poveznice
|  | Zajednički poslužitelj ima još gradiva o temi Echinocactus platyacanthus |
|  | Wikivrste imaju podatke o taksonu Echinocactus platyacanthus             |